# العلاقات الأوكرانية المكسيكية
العلاقات الأوكرانية المكسيكية هي العلاقات الثنائية التي تجمع بين أوكرانيا والمكسيك.

## مقارنة بين البلدين
هذه مقارنة عامة ومرجعية للدولتين:
| وجه المقارنة                                              | أوكرانيا                                   | المكسيك                                                                               |
| --------------------------------------------------------- | ------------------------------------------ | ------------------------------------------------------------------------------------- |
| المساحة (كم2)                                             | 603.63 ألف                                 | 1.97 مليون                                                                            |
| عدد السكان (نسمة)                                         | 45.55 مليون                                | 130.53 مليون                                                                          |
| الكثافة السكانية (ن./كم²)                                 | 75.46                                      | 66.26                                                                                 |
| العاصمة                                                   | كييف                                       | مدينة مكسيكو                                                                          |
| اللغة الرسمية                                             | اللغة الأوكرانية                           | اللغة الإسبانية                                                                       |
| العملة                                                    | هريفنا أوكرانية، كاربوفانيتس، روبل سوفييتي | بيزو مكسيكي                                                                           |
| الناتج المحلي الإجمالي (بليون دولار)                      | 112.15 مليار                               | 1.15 تريليون                                                                          |
| الناتج المحلي الإجمالي (تعادل القوة الشرائية) بليون دولار | 352.98 مليار                               | 2.16 تريليون                                                                          |
| الناتج المحلي الإجمالي الاسمي للفرد دولار أمريكي          | 2.11 ألف                                   | 9.01 ألف                                                                              |
| الناتج المحلي الإجمالي للفرد دولار أمريكي                 | 8.66 ألف                                   | 17.32 ألف                                                                             |
| مؤشر التنمية البشرية                                      | 0.747                                      | 0.756                                                                                 |
| رمز المكالمات الدولي                                      | +380                                       | +52                                                                                   |
| رمز الإنترنت                                              | .ua، .укр ‏                                 | .mx                                                                                   |
| المنطقة الزمنية                                           | ت ع م+02:00، ت ع م+03:00، توقيت شرق أوروبا | منطقة زمنية وسطى، المنطقة الزمنية الجبلية، زمن منطقة المحيط الهادئ، منطقة زمنية شرقية |

## مدن متوأمة
في ما يلي قائمة باتفاقيات التوأمة بين مدن أوكرانية ومكسيكية:
- ترتبط كييف مع مدينة مكسيكو باتفاقية توأمة منذ 1995.[14][14][14][14]

## منظمات دولية مشتركة
يشترك البلدان في عضوية مجموعة من المنظمات الدولية، منها:
| علم المنظمة | اسم المنظمة                        | تاريخ انضمام أوكرانيا | تاريخ انضمام المكسيك |
| ----------- | ---------------------------------- | --------------------- | -------------------- |
|             | مؤسسة التنمية الدولية              | 27 مايو 2004          | 24 أبريل 1961        |
|             | يونسكو                             | 12 مايو 1954          | 4 نوفمبر 1946        |
|             | وكالة ضمان الاستثمار متعدد الأطراف | 19 يوليو 1994         | 1 يوليو 2009         |
|             | الأمم المتحدة                      | 24 أكتوبر 1945        | 7 نوفمبر 1945        |
|             | الفريق المعني برصد الأرض           | ?                     | ?                    |
|             | الاتحاد البريدي العالمي            | ?                     | ?                    |
|             | البنك الدولي للإنشاء والتعمير      | 3 سبتمبر 1992         | 31 ديسمبر 1945       |
|             | المنظمة الهيدروغرافية الدولية      | ?                     | ?                    |
|             | الاتحاد الدولي للاتصالات           | 7 مايو 1947           | 1 يوليو 1908         |
|             | منظمة حظر الأسلحة الكيميائية       | ?                     | ?                    |
|             | مؤسسة التمويل الدولية              | 18 أكتوبر 1993        | 20 يوليو 1956        |
|             | مجموعة أستراليا                    | 2005                  | 2013                 |
|             | منظمة التجارة العالمية             | 16 مايو 2008          | 1995                 |
|             | مجموعة الموردين النوويين           | ?                     | ?                    |
|             | منظمة الشرطة الجنائية الدولية      | ?                     | ?                    |

## وصلات خارجية
- موقع وزارة الخارجية الأوكرانية
- موقع وزارة الخارجية المكسيكية